# Faszczewo
Faszczewo (ros. Фащево) – wieś (ros. деревня, trb. dieriewnia) w zachodniej Rosji, w osiedlu wiejskim Ponizowskoje rejonu rudniańskiego w obwodzie smoleńskim.

## Geografia
Miejscowość położona jest nad Rutawieczem, 10 km od granicy z Białorusią, 3 km od drogi regionalnej 66K-30 (Diemidow – Ponizowje – Zaozierje), 10 km od centrum administracyjnego osiedla wiejskiego (sieło Ponizowje), 28 km od centrum administracyjnego rejonu (Rudnia), 74 km od Smoleńska.
W granicach miejscowości znajduje się ulica Centralnaja (10 posesji).

## Historia
W czasie II wojny światowej od lipca 1941 roku dieriewnia była okupowana przez hitlerowców. Wyzwolenie nastąpiło w październiku 1943 roku.
Uchwałą z dnia 20 grudnia 2018 roku w skład jednostki administracyjnej Ponizowskoje weszły wszystkie miejscowości zlikwidowanego osiedla wiejskiego Klarinowskoje (w tym Faszczewo).

## Demografia
W 2010 r. miejscowość zamieszkiwało 8 osób.